# Флойд Мейвезер
Флойд Мейвезер молодший (англ. Floyd Joy Mayweather Jr. (при народженні Sinclair); нар. 24 лютого 1977; Гранд-Рапідс, Мічиган, США) — американський боксерський промоутер та професійний боксер, який змагався між 1996 та 2017 роками. Здобув 15 титулів чемпіона світу за версіями WBC (7 поясів), WBA (2 пояси), IBF та WBO (по 1 поясу), The Ring (4) у п'яти вагових категоріях (в другій напівлегкій, легкій, першій напівсередній, напівсередній та першій середній вазі) та завершив професійну кар'єру непереможеним. Загалом переміг 24 бійців за титул чемпіона світу. Найкращий боксер 1998 та 2007 років за версією журналу «Ринг». У 2021 році включений до Міжнародної зали боксерської слави. Найбільш високооплачуваний спортсмен у світі, загальний заробіток за його кар'єру з урахуванням інфляції оцінюється у 1,2 мільярда доларів. Як любитель виграв бронзову медаль у напівлегкій вазі на Олімпійських іграх 1996 року, три чемпіонати США «Золоті рукавички» (у першій найлегшій, найлегшій та напівлегкій вазі) та національний чемпіонат США у напівлегкій вазі.

## Любительська кар'єра
У любителях провів 90 боїв, одержав 84 перемоги і лише 6 поразок. Уже в любителях правильно вибирав тактику, яка не давала супернику змоги завдавати влучних ударів. За таку манеру бою отримав прізвисько Pretty Boy.
На чемпіонаті світу 1995 року після натужної перемоги у першому бою програв у другому Нуреддіну Меджихуд (Алжир).
На Олімпійських іграх в Атланті виграв бронзову медаль. У півфіналі суперечливим рішенням програв болгарському боксеру Серафіму Тодорову. Американська команда безуспішно подавала апеляцію.

### Виступи на Олімпіадах
| Змагання     | Вагова категорія | Раунд 1/32                     | Раунд 1/16                   | Чвертьфінал                   | Півфінал                     | Фінал              | Фінал |
| Змагання     | Вагова категорія | Суперник Результат             | Суперник Результат           | Суперник Результат            | Суперник Результат           | Суперник Результат | Місце |
| ------------ | ---------------- | ------------------------------ | ---------------------------- | ----------------------------- | ---------------------------- | ------------------ | ----- |
| Атланта 1996 | До 57 кг         | Бахтияр Толегенов Перемога RSC | Артур Геворкян Перемога 16-3 | Лоренсо Арагон Перемога 12-11 | Серафім Тодоров Поразка 9-10 | Не проходить       | 3     |

## Професійна кар'єра

### Мейвезер проти Джуди
Бій відбувся 8 квітня 2006 року в Лас-Вегасі в рамках напівсередньої ваги. На кону стояв титул чемпіона IBF і IBO. Спершу Заб Джуда мав перевагу, однак вже до кінця бою він підсів у швидкості. У 10-му раунді трапився інцидент: Джуда вдарив суперника нижче пояса, а потім по потилиці. Команда Мейвезера не стримала емоцій, і його представники вибігли на ринг. Зав'язалася колотнеча, однак згодом ситуацію було виправлено і поєдинок продовжився. За одноголосним рішенням суддів і новим чемпіоном став Флойд Мейвезер.

### Мейвезер проти Гаттона

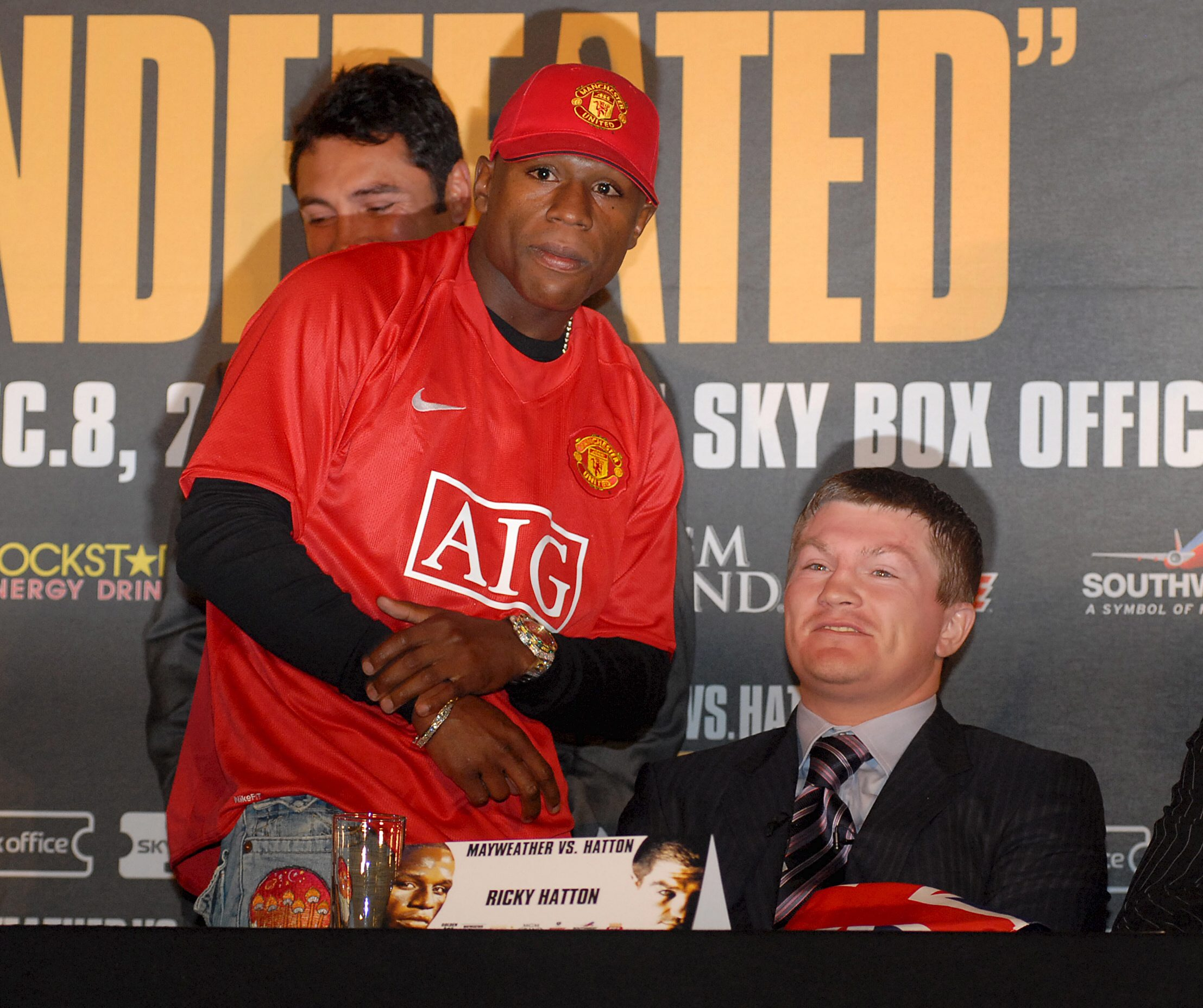
Мейвезер і Гаттон на прес-конференції

Після перемоги над Оскаром Де Ла Хойєю Мейвезер вирішив відмовитися від свого титулу чемпіона WBC у першій середній вазі, щоб зберегти чемпіонські пояси у напівсередній вазі. 27 липня 2007 року було оголошено, що Мейвезер вийде зі своєї короткої пенсії, щоб зустрітися з непереможним британським чемпіоном за версією журналу The Ring Ріккі Гаттоном. Організацією бою займалися промоутерська компанія Мейвезера Mayweather Promotions та Де Ла Хойї Golden Boy Promotions" Цей бій обіцяв бути найбільшою подією у напівсередній вазі з 1999 року, коли зустрілися Оскар Де Ла Хойя та Фелікс Тринідад. 17 серпня було оголошено, що він відбудеться на арені MGM Grand у Лас-Вегасі.
Бій відбувся 8 грудня, а перемогу в ньому впевнено одержав Флойд Мейвезер. У 1-му раунді Гаттон впіймав суперника лівим джебом, що дещо збило Мейвезера з рівноваги. Ріккі весь час йшов вперед, що спричиняло американцю певний дискомфорт. Однак у 3-му раунді чемпіон провів вдалий правий удар, який розсік брову Гаттона над правим оком. У 6-му раунді суддя Джо Кортез зняв з британця одне очко за удар по потилиці. Мейвезер став відчувати втому суперника і дедалі частіше ловив його на контратаках. У 10-му раунді Гаттон кинувся на суперника, що стояв у куті, але пропустив лівий хук, що відправив його у нокдаун, після якого він встав на рахунок 8. Мейвезер кинувся на суперника, але британець почав клінчувати, рятуючи себе. Після того як рефері їх розняв, він пропустив ще два потужні хуки в щелепу, що відкинули його на канати. Флойд спробував його добити, але рефері не дав йому це зробити, зупинивши бій. Одночасно з цим команда Гаттона викинула білий рушник на ринг. Британець зазнав своєї першої поразки у кар'єрі. На момент зупинки бою Мейвезер впевнено вигравав на суддівських карточках: 88:82, 89:81, 89:81.
Після поєдинку Мейвезер сказав:
Ріккі Хаттон жосткий боєць. Він залишився чемпіоном у моїх очах, і я б хотів побачити його бої знову. Ріккі Хаттон, ймовірно, один із найскладніших суперників, з яким я зустрічався. Я бив його з дещо більшою силою, але він продовжував іти, і я можу зрозуміти чому вони називають його Hitman.— Флойд Мейвезер
Також він оголосив, що завершує професійну кар'єру, щоб сконцентруватися на своїй промоутерській компанії, а також хотів би, щоб Гаттон став його першим клієнтом. Цей бій зібрав 920 000 покупок PPV.

### Мейвезер проти Маркеса

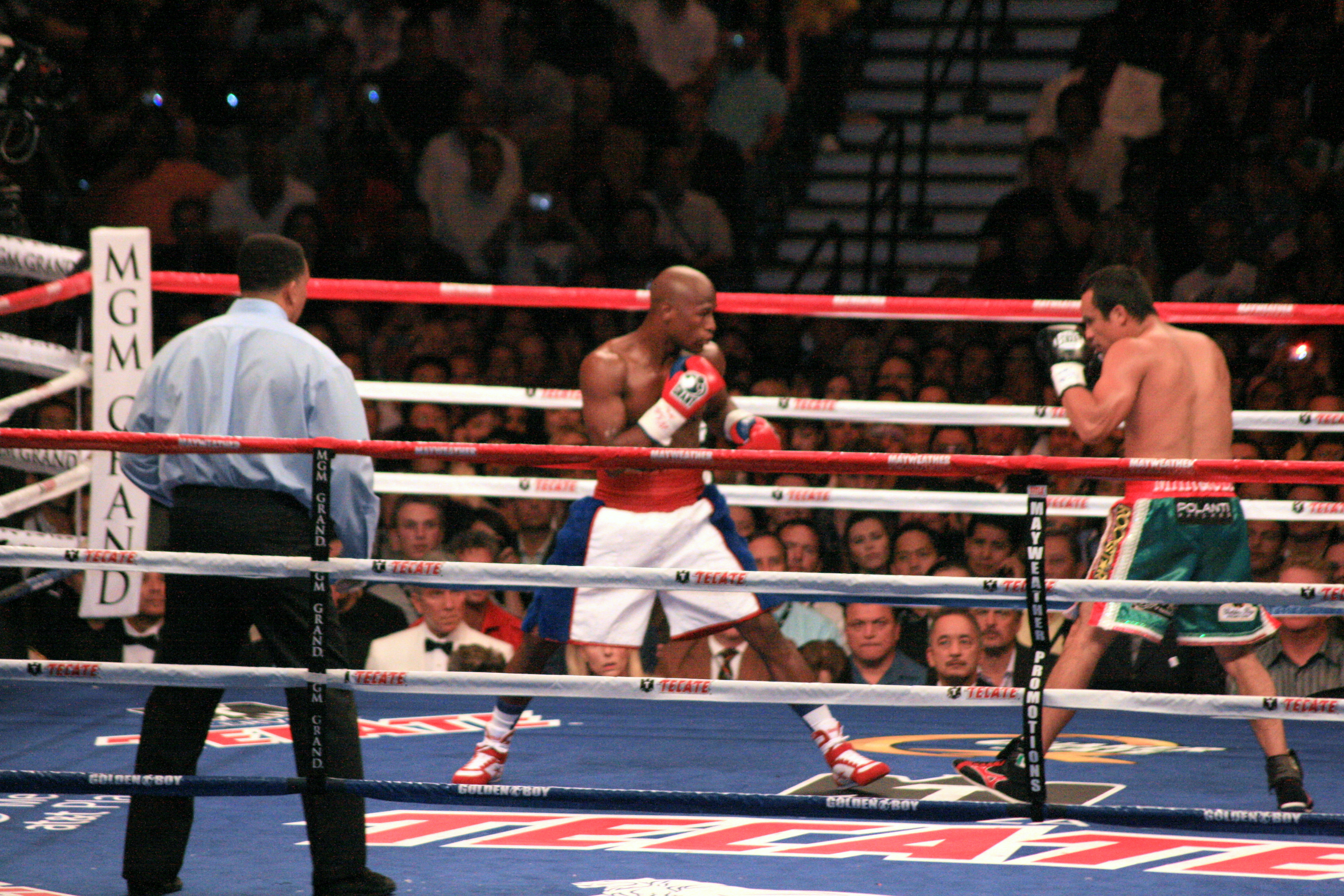
Мейвезер проти Маркеса

2 травня 2009 року було оголошено, що Флойд Мейвезер вирішив повернутися у великий бокс після того, як закінчив свою кар'єру 21 місяць тому. Його суперником 18 липня став мексиканський чемпіон за версією The Ring у легкій вазі, а також № 2 рейтингу P4P Хуан Мануель Маркес.
Перед підписанням контракту були тривалі переговори, що були пов'язані з тим, у якій вазі пройде бій. Маркес ніколи не піднімався вище 135 фунтів, а свій останній бій провів у 130 фунтах. Мейвезер хотів провести бій у 147 фунтах — вазі у якій він виступав з 2005 року. Аби зменшити різницю у розмірах боксерів, бій вирішили провести у проміжній вазі 144 фунтів. Під час тренування Мейвезер травмував ребро, через що бій перенесли на 19 вересня цього ж року. Під час процедури зважування вага Маркеса була 142 фунти, а Мейвезера 146 фунтів, що перевищує домовлену вагу на 2. Мейвезер мав сплатити 300 000 дол. США за кожний зайвий фунт. Однак пізніше стало відомо, що за декілька днів до бою у контракт було внесено зміни, які дозволяли Мейвезеру важити до 147 фунтів, але він все одно погодився виплатити Маркесу компенсацію.
Перший раунд пройшов із перевагою американця, що використовував свій швидкий джеб. У 2-му раунді Мейвезер, відходячи назад, провів лівий хук, який відправив суперника в нокдаун. Маркес одразу встав та прийшов до тями. 4-й раунд також пройшов під тотальною перевагою американця: майже кожний його удар доходив до цілі. Наприкінці цього раунду Маркес отримав невелике розсічення над правим оком. У середніх раундах Флойд продовжував домінувати, насамперед завдяки своїй швидкості. Маркес просто не встигав влучати в нього. Показовим був момент у 7-му раунді, коли Мейвезер був загнаний до канатів, але завдяки своєму руху вийшов із цієї ситуації. Коли Флойд пропускав удари, він глузливо усміхався супернику. Американець намагався розізлити та вивести з себе досвідченого Маркеса. Наприкінці 8-го раунду він підійшов до канатів та став руками закликати суперника. Мексиканець кинувся з великою кількістю потужних ударів, але коли пролунав гонг Мейвезер знову лише усміхався. У наступних раундах Флойд, незважаючи на зусилля Маркеса, повністю перебоксував його. Судді віддали перемогу американцю: 120:107, 119:108, 118:109.
Цей бій зібрав 1 100 000 покупок PPV та приніс своїм організаторам 52 млн дол. Самі боксери гарантовано заробили: Мейвезер — 10 млн дол, Маркес — 3,2 млн дол.

### Мейвезер проти Котто
2 листопада 2011 року Леонард Еллербе оголосив, що наступний бій Флойда Мейвезера відбудеться 5 травня 2012 року в Лас-Вегасі на арені MGM Grand. Після чергових невдалих переговорів із філіппінцем Менні Пак'яо боксер вирішив спробувати ще раз завоювати титул у п'ятій ваговій категорії для себе. 1 лютого 2012 року було оголошено, що суперником американця буде пуерториканський боксер Мігель Котто. Він був не тільки чемпіоном WBA (Super) у першій середній вазі, а й № 1 у цій ваговій категорії за версією журналу «Ринг». Сприяло організації цього бою те, що у Котто закінчився контракт із компанією Боба Арума Top Rank, і він став співпрацювати з Golden Boy. WBC виставила свій діамантовий пояс у цьому бою, який вона розігрує лише між топовими боксерами.
5 травня перемогу одностайним рішенням суддів здобув Флойд Мейвезер, покращивши свій рекорд до 43:0. Для Котто ця поразка стала 3-ю в кар'єрі.
Більша частина бою була рівною, дякуючи зусиллям чемпіона. Старт поєдинку пройшов у характерній для Мейвезера манері, він віддав центр рингу та зосередився на контратаках. За рахунок переваги у швидкості та прекрасного таймінгу американцю вдавалося ухилятися від атак суперника та завдавати різких болючих ударів. Котто, своєю чергою, багато пресингував, нав'язуючи силовий бокс, що змушувало Мейвезера завжди бути біля канатів. У 4-му раунді Мігелю вдалося декілька раз влучно провести удари по тулубу та голові суперника. Найважчим для Мейвезера був 5-й раунд, у якому Котто загнав його у кут та завдавав величезної кількості ударів. Пуерториканець намагався боксувати на ближній та середній дистанції; як тільки дистанція збільшувалася, він починав програвати технічнішому супернику. Мейвезер знизив темп поєдинку та перебоксовував Котто у середніх раундах. З 8-го по 11-й раунд було видовишне протистояння стилів: Котто, який постійно йде вперед, та Мейвезер, який шукав дірки в обороні суперника. 12-й раунд легко забрав Флойд, якому вдалося провести комбінацію в голову суперника, але той встояв. Рахунок суддів: 118:110, 117:111, 117:111 на користь американця. Після бою Мейвезер сказав Котто, що він найжорсткіший боєць, з яким він коли-небудь зустрічався.
Про перевагу американця свідчить і комп'ютерна статистика CompuBox. У Мейвезера 26 % вдалих ударів (179 з 687), а у Котто 21 % (105 з 505). Також у американця пройшло 128 з 382 силових ударів (34 %), а в пуерториканця лише 75 з 329 (23 %). Цей бій купили у платній трансляції PPV 1 500 000, що принесло організаторам 94 млн дол., а сам Флойд заробив найбільший гонорар у своїй кар'єрі на той момент — 32 млн дол. Самі забори PPV стали другими в історії, якщо не враховувати бої у важкій вазі.

### Мейвезер проти Альвареса
14 вересня 2013 року відбувся об'єднаний бій в першій середній вазі. Мейвезер захищав свій чемпіонський пояс за версією WBA Super, а Сауль Альварес чемпіонство WBC і The Ring. Цей бій став найкасовішим в історії. Прибуток від платних трансляцій склав 150 млн дол. Причиною такого прибутку стала грандіозна піар-компанія. Боксери відвідали безліч американських і мексиканських міст. Багато американських зірок відвідали цей поєдинок.
Альварез нічого не зумів протиставити досвідченому американцю. Флойд повністю перебоксував суперника в кожному з раундів, але лише двоє з трьох суддів віддали йому перемогу. Третя суддя визначила нічию. Альварез зазнав першої поразки в кар'єрі. Загальний рахунок бою: 114:114, 117:111, 117:111.

### Мейвезер проти Майдани I
3 травня 2014 року Флойд Мейвезер зустрівся з аргентинським чемпіоном WBA Маркосом Майданою. Перша половина бою вийшла конкурентною. Майдані часто вдавалося притискати Мейвезера до канатів і завдавати жорстких ударів. Однак після 8-го раунду Майдана почав подавати ознаки втоми, і Мейвезер взяв бій під свій контроль. Один із суддів порахував, що поєдинок був рівним, але двоє інших віддали перемогу Мейвезеру. Рахунок суддівських записок: 117:111, 116:112, 114:114. Майдана в післяматчевому інтерв'ю висловив упевненість, що він виграв бій. У статистиці ударів за системою CompuBox у бою з Маркосом Майданою Флойд Мейвезер пропустив найбільшу кількість ударів у своїй кар'єрі — 221. Сам же Флойд провів на 9 точних ударів більше — 230. А от за викинутими ударами перевага була на боці Майдани — 858 проти 426 у Мейвезера. Точнішим у своїй діях, відповідно, був Флойд.

### Мейвезер проти Пак'яо
Цьому поєдинку передували дуже довгі переговори тривалістю близько 6 років. Однак траплялися суперечності, через які домовленості не можна було досягнути. Нові переговори розпочалися наприкінці 2014 року, а вже 20 лютого американський боксер офіційно оголосив про те, що бій відбудеться 2 травня.
2 травня 2015 року відбувся один із найбільш очікуваних боїв в історії боксу. На кону стояли титули чемпіона WBO, WBC, WBA (Super), The Ring, а також перше місце P4P. Перемогу одностайним рішенням суддів одержав Флойд Мейвезер. Цей бій став найкасовішим в історії боксу.

### Мейвезер проти МакГрегора
26 серпня 2017 року відбувся бій між Флойдом Мейвезером та бійцем змішаного стилю, поточним чемпіоном UFC у легкій вазі Конором Макгрегором. Бій відбувався за правилами боксу. Мейвезер здобув перемогу технічним нокаутом (TKO) у 10-му раунді.
У пресі бій отримав звання «Грошовий бій» (англ. The Money Fight) або «Найдорожчий бій в історії», оскільки організатори заробили на ньому 600 млн дол., а гонорари склали 100 млн і 30 млн дол. відповідно переможцю і переможеному.

## Таблиця боїв
| 50 Перемог (27 нокаутом, 23 за рішення суддів), 0 Поразок (0 нокаутом, 0 за рішення суддів) |        |                                    |        |         |       |                   |                                          | |
| Результат                                                                                   | Рекорд | Суперник                           | Спосіб | Раунд   | Час   | Дата              | Місце проведення                         | Примітки |
| Перемога                                                                                    | 50-0   | Конор Макгрегор Дебют (21-3 в MMA) | TKO    | 10      | 1:05  | 26 серпня 2017    | T-Mobile Arena, Лас-Вегас, Невада, США   | Бій за спеціальний титул WBC Money Belt. |
| Перемога                                                                                    | 49-0   | Андре Берто (30-3-23, 31)          | UD     | 12      |       | 12 вересня 2015   | MGM Grand, Лас-Вегас, Невада, США        | Чемпіон світу в напівсередній вазі за версією WBC, WBA (super) і журналу Ring. Суддівський рахунок: 120/108, 118/110 і 117/111.                                                         |
| Перемога                                                                                    | 48-0   | Менні Пак'яо (57-5-2, 38)          | UD     | 12      | 17:00 | 2 травня 2015     | MGM Grand, Лас-Вегас, Невада, США        | Чемпіон світу в напівсередній вазі за версією WBC (4-ий захист Мейвезера), WBA (2-ий захист Мейвезера), WBO (2-ий захист Менні Пак'яо). Суддівський рахунок: 118/110 і 116/112 (двічі). |
| Перемога                                                                                    | 47-0   | Маркос Майдана (2) (35-4-0, 31)    | UD     | 12      |       | 13 вересня 2014   | MGM Grand Hotel & Casino, Лас-Вегас, США | Захистив титулів чемпіона WBC, WBA і The Ring в напівсередній вазі. |
| Перемога                                                                                    | 46-0   | Маркос Майдана (35-3-0, 31)        | MD     | 12      |       | 3 травня 2014     | MGM Grand Garden Arena, Лас-Вегас, США   | Захистив титул чемпіона WBC і The Ring в напівсередній вазі. Виграв титул чемпіона WBA в напівсередній вазі.                                                                            |
| Перемога                                                                                    | 45-0   | Сауль Альварес                     | MD     | 12      |       | 14 вересня 2013   | MGM Grand Garden Arena, Лас-Вегас, США   | Захистив титул чемпіона WBA(Super) в першій середній вазі. Виграв титули чемпіона WBC і The Ring в першій середній вазі.                                                                |
| Перемога                                                                                    | 44-0   | Роберт Герреро                     | UD     | 12      |       | 4 травня 2013     | MGM Grand Garden Arena, Лас-Вегас, США   | Захистив титул чемпіона WBC в напівсередній вазі. Виграв титул чемпіона The Ring в напівсередній вазі.                                                                                  |
| Перемога                                                                                    | 43-0   | Мігель Котто                       | UD     | 12      |       | 5 травня 2012     | MGM Grand Garden Arena, Лас-Вегас, США   | Виграв титул чемпіона WBA (Super) у першій середній вазі. |
| Перемога                                                                                    | 42-0   | Віктор Ортіс                       | KO     | 4 (12)  | 2:59  | 17 вересня 2011   | MGM Grand Garden Arena, Лас-Вегас, США   | Виграв титул чемпіона WBC в напівсередній вазі. |
| Перемога                                                                                    | 41-0   | Шейн Мозлі                         | UD     | 12      |       | 1 травня 2010     | MGM Grand Garden Arena, Лас-Вегас, США   | |
| Перемога                                                                                    | 40-0   | Хуан Мануель Маркес                | UD     | 12      |       | 19 вересня 2009   | MGM Grand Garden Arena, Лас-Вегас, США   | |
| Перемога                                                                                    | 39-0   | Ріккі Гаттон                       | TKO    | 10 (12) | 1:35  | 8 грудня 2007     | MGM Grand Garden Arena, Лас-Вегас, США   | Захистив титул чемпіона WBC і The Ring в напівсередній вазі. |
| Перемога                                                                                    | 38-0   | Оскар Де Ла Хойя                   | SD     | 12      |       | 5 березня 2007    | MGM Grand Garden Arena, Лас-Вегас, США   | Виграв титул чемпіона WBC в першій середній вазі. |
| Перемога                                                                                    | 37-0   | Карлос Больдомір                   | UD     | 12      |       | 4 листопада 2006  | Лас-Вегас, США                           | Виграв титул чемпіона WBC,IBA і The Ring в напівсередній вазі. Захистив титул IBO в напівсередній вазі.                                                                                 |
| Перемога                                                                                    | 36-0   | Заб Джуда                          | UD     | 12      |       | 8 квітня 2006     | Лас-Вегас, США                           | Виграв титул чемпіона IBF і вакантний титул IBO в напівсередній вазі. |
| Перемога                                                                                    | 35-0   | Шармба Мітчелл                     | TKO    | 6 (12)  | 2:06  | 19 листопада 2005 | Портленд, США                            | |
| Перемога                                                                                    | 34-0   | Артуро Гатті                       | RTD    | 6 (12)  | 3:00  | 25 червня 2005    | Нью-Джерсі, США                          | Виграв титул чемпіона WBC в першій напівсередній вазі. |
| Перемога                                                                                    | 33-0   | Генрі Бруселес                     | TKO    | 8 (12)  | 2:55  | 22 січня 2005     | Маямі, США                               | |
| Перемога                                                                                    | 32-0   | Демаркус Корлі                     | UD     | 12      |       | 22 травня 2004    | Нью-Джерсі, США                          | |
| Перемога                                                                                    | 31-0   | Філліп Нду                         | TKO    | 7 (12)  | 1:08  | 1 листопада 2003  | Мічиган, США                             | Захистив титул чемпіона WBC і The Ring у легкій вазі. |
| Перемога                                                                                    | 30-0   | Вікторіано Соса                    | UD     | 12      |       | 19 квітня 2003    | Каліфорнія, США                          | Захистив титул чемпіона WBC і The Ring у легкій вазі. |
| Перемога                                                                                    | 29-0   | Хосе Луїс Кастільйо                | UD     | 12      |       | 7 грудня 2002     | Лас-Вегас, США                           | Захистив титул чемпіона WBC і The Ring у легкій вазі. |
| Перемога                                                                                    | 28-0   | Хосе Луїс Кастільйо                | UD     | 12      |       | 20 квітня 2002    | MGM Grand Garden Arena, Лас-Вегас, США   | Виграв титул чемпіона WBC і вакантний титул The Ring у легкій вазі. |
| Перемога                                                                                    | 27-0   | Хесус Чавес                        | RTD    | 9 (12)  | 3:00  | 10 листопада 2001 | Сан-Франциско, США                       | Захистив лінійний титул і титул чемпіона WBC у другій напівлегкій вазі. |
| Перемога                                                                                    | 26-0   | Карлос Ернандес                    | UD     | 12      |       | 26 травня 2001    | Мічиган, США                             | Захистив лінійний титул і титул чемпіона WBC у другій напівлегкій вазі. |
| Перемога                                                                                    | 25-0   | Дієго Корралес                     | TKO    | 10 (12) | 2:19  | 20 січня 2001     | MGM Grand Garden Arena, Лас-Вегас, США   | Захистив лінійний титул і титул чемпіона WBC у другій напівлегкій вазі. |
| Перемога                                                                                    | 24-0   | Емануель Огастес                   | TKO    | 9 (10)  | 1:06  | 21 жовтня 2000    | Детройт, США                             | |
| Перемога                                                                                    | 23-0   | Георгіос Варгас                    | UD     | 12      |       | 18 березня 2000   | MGM Grand Garden Arena, Лас-Вегас, США   | Захистив лінійний титул і титул чемпіона WBC у другій напівлегкій вазі. |
| Перемога                                                                                    | 22-0   | Карлос Херена                      | RTD    | 7 (12)  | 3:00  | 11 вересня 1999   | Лас-Вегас, США                           | Захистив лінійний титул і титул чемпіона WBC у другій напівлегкій вазі. |
| Перемога                                                                                    | 21-0   | Джастін Джуко                      | KO     | 9 (12)  | 1:20  | 22 травня 1999    | Лас-Вегас, США                           | Захистив лінійний титул і титул чемпіона WBC у другій напівлегкій вазі. |
| Перемога                                                                                    | 20-0   | Карлос Ріос                        | UD     | 12      |       | 17 лютого 1999    | Гранд-Рапідс, США                        | Захистив лінійний титул і титул чемпіона WBC у другій напівлегкій вазі. |
| Перемога                                                                                    | 19-0   | Ейнджел Манфреді                   | TKO    | 2 (12)  | 2:47  | 19 грудня 1998    | Маямі, США                               | Захистив лінійний титул і титул чемпіона WBC у другій напівлегкій вазі. |
| Перемога                                                                                    | 18-0   | Хераро Ернандес                    | RTD    | 8 (12)  | 3:00  | 3 жовтня 1998     | Лас-Вегас, США                           | Виграв лінійний титул і титул чемпіона WBC у другій напівлегкій вазі. |
| Перемога                                                                                    | 17-0   | Тоні Пеп                           | UD     | 10      |       | 14 червня 1998    | Атлантик-Сіті, США                       | |
| Перемога                                                                                    | 16-0   | Густаво Фабіан Куельйо             | UD     | 10      |       | 18 квітня 1998    | Лос-Анджелес, США                        | |
| Перемога                                                                                    | 15-0   | Мігель Мело                        | TKO    | 3 (10)  | 2:30  | 23 березня 1998   | Машантакет, США                          | |
| Перемога                                                                                    | 14-0   | Сем Джирард                        | TKO    | 2 (10)  | 2:47  | 28 лютого 1998    | Атлантик-Сіті, США                       | |
| Перемога                                                                                    | 13-0   | Ектор Арройо                       | TKO    | 5 (10)  | 1:21  | 9 січня 1998      | Білоксі, США                             | |
| Перемога                                                                                    | 12-0   | Анджело Нуньєс                     | TKO    | 3 (8)   | 2:42  | 20 листопада 1997 | Лос-Анджелес, США                        | |
| Перемога                                                                                    | 11-0   | Феліпе Гарсія                      | KO     | 6 (8)   | 2:56  | 14 жовтня 1997    | Бойсе, США                               | |
| Перемога                                                                                    | 10-0   | Луі Лейха                          | TKO    | 2 (10)  | 2:33  | 6 вересня 1997    | Ель-Пасо, США                            | |
| Перемога                                                                                    | 9-0    | Хесус Чавес                        | TKO    | (5) 6   | 2:02  | 12 липня 1997     | Білоксі, США                             | |
| Перемога                                                                                    | 8-0    | Ларі О'Шилдс                       | UD     | 6       |       | 14 червня 1997    | Сан-Антоніо, США                         | |
| Перемога                                                                                    | 7-0    | Тоні Дюран                         | TKO    | 1 (6)   | 1:12  | 9 травня 1997     | Лас-Вегас, США                           | |
| Перемога                                                                                    | 6-0    | Боббі Геперт                       | TKO    | 1 (6)   | 1:30  | 12 квітня 1997    | Лас-Вегас, США                           | |
| Перемога                                                                                    | 5-0    | Кіно Родригес                      | KO     | 1 (6)   | 1:44  | 12 березня 1997   | Гренд-Репідс, США                        | |
| Перемога                                                                                    | 4-0    | Едгар Айала                        | TKO    | 2 (4)   | 1:39  | 1 лютого 1997     | Чула-Віста, США                          | |
| Перемога                                                                                    | 3-0    | Джеррі Купер                       | TKO    | 1 (4)   | 1:39  | 18 січня 1997     | Лас-Вегас, США                           | |
| Перемога                                                                                    | 2-0    | Реджі Сандерс                      | UD     | 4       |       | 30 листопада 1996 | Альбукерке, США                          | |
| Перемога                                                                                    | 1-0    | Роберто Аподака                    | TKO    | 2 (4)   | 0:37  | 11 жовтня 1996    | Лас-Вегас, США                           | |

## Результати придбань платних боїв (PPV)
| Дата                  | Бій                                    | Вивіска               | Покупок   | Канал          |
| --------------------- | -------------------------------------- | --------------------- | --------- | -------------- |
| 25 червня 2005 року   | Флойд Мейвезер vs. Артуро Гатті        | Thunder & Lightning   | 365 000   | HBO            |
| 8 квітня 2006 року    | Флойд Мейвезер vs. Заб Джуда           | Sworn Enemies         | 374 000   | HBO            |
| 4 листопада 2006 року | Флойд Мейвезер vs. Карлос Бальдомір    | Pretty Risky          | 325 000   | HBO            |
| 5 травня 2007 року    | Флойд Мейвезер vs. Оскар Де Ла Хойя    | The World Awaits      | 2 400 000 | HBO            |
| 8 грудня 2007 року    | Флойд Мейвезер vs. Ріккі Гаттон        | Undefeated            | 920 000   | HBO            |
| 19 вересня 2009       | Флойд Мейвезер vs. Хуан Мануель Маркес | Number One/Numéro Uno | 1 100 000 | HBO            |
| 1 травня 2010 року    | Флойд Мейвезер vs. Шейн Мослі          | Who R U Picking?      | 1 400 000 | HBO            |
| 17 вересня 2011 року  | Флойд Мейвезер vs. Віктор Ортіз        | Star Power            | 1 250 000 | HBO            |
| 5 травня 2012 року    | Флойд Мейвезер vs. Мігель Котто        | Ring Kings            | 1 500 000 | HBO            |
| 4 травня 2013 року    | Флойд Мейвезер vs. Роберт Герерро      | May Day               | 1 000     | Showtime       |
| 14 вересня 2013 року  | Флойд Мейвезер vs. Сауль Альварес      | The One               | 2 200 000 | Showtime       |
| 3 травня 2014 року    | Флойд Мейвезер vs. Маркос Майдана      | The Moment            | 900 000   | Showtime       |
| 13 вересня 2014 року  | Флойд Мейвезер vs. Маркос Майдана II   | Mayhem                | 925 000   | Showtime       |
| 2 травня 2015 року    | Флойд Мейвезер vs. Менні Пак'яо        | Fight of the Century  | 4 400 000 | Showtime & HBO |
| 12 вересня 2015 року  | Флойд Мейвезер vs. Андре Берто         | High Stakes           | 550 000   | Showtime       |